# José Adolfo Pineda
José Adolfo Pineda Cubias, conocido como José Adolfo Pineda y apodado "Chorro de Humo" Pineda, "El Gigante de Ébano" y "La Perla Negra Salvadoreña" (Santa Tecla, El Salvador 1° julio de 1926 - El Salvador 2 de diciembre de 1982) fue un basquetbolista salvadoreño, ha sido un referente para las generaciones de basquetbolistas salvadoreños. Su estatura, habilidad con el balón y los logros colectivos (en los que fue pieza angular) le permitieron ser considerado el mejor y ganarse un sitio en las memorias de los amantes del deporte de las cestas. Pineda fue parte de la selección de baloncesto  que ganó la recordada medalla de oro en los VIII Juegos Centroamericanos y del Caribe que se disputaron en Caracas (Venezuela) en 1959, la primera gran gesta para un quinteto salvadoreño.

## Biografía
Nació en Santa Tecla el 1 de julio de 1926. Adolfo Pineda y María Cubías de Pineda fueron los padres del joven Pineda, quien demostró sus habilidades en los juegos de barrio y posteriormente en el colegio Champagnat, donde recibió su formación académica.
A los 12 años en 1937 las personas se admiraba su habilidad con el manejo del balón y un año después en 1938 jugaba en el Torbellino, equipo tecleño que entró en un torneo federado que lo dio a conocer y donde mostró sus habilidades en el baloncesto. Su altura de 1.90 metros y su habilidad hicieron que fuera considerado para la selección nacional antes de lo esperado. Desde 1940 y con Adolfo Pineda de 14 años, los equipos de la capital han sido un buen lugar para que el 'Chorro de Humo' despegue en el baloncesto con los Diablos Rojos y el mítico Bui-3, equipo con el que ha ganado muchos títulos. 
Bui-3 afirmó su supremacía en la década de 1950, convirtiéndose en la base de la selección nacional de ese período y permitiendo al jugador completar el ajuste de sus condiciones hasta que se le diera la oportunidad de brillar por completo. Esta fue la carta de presentación para que fueran tomado en cuanta para que integrara la selección nacional de baloncesto.
El 'Gigante de Ébano' integró el equipo que participó y representó a El Salvador en los Juegos Centroamericanos y del Caribe de Caracas, Venezuela 1959. El equipo estuvo integrado por los  jugadores de calidad José "Chomingo" Chávez, Nicolás Nasser, Ernesto Rusconi, José Miguel Bandek, entre otros dirigidos por el técnico Adolfo "Jocote" Rubio.
El Salvador quedó por delante de Puerto Rico y Panamá, en una tarea que se consideró complicada al principio, pero mientras se fueron desarrollando los juegos se fue convertido en una realidad. Para ganar el campeonato regional, El Salvador venció a Colombia 76-60 en una final inolvidable. También hubo una victoria sobre Panamá con marcador de 76-73 en la segunda mitad, luego derrotaron a Puerto Rico con marcador de 69-57, que fue una victoria para El Salvador y que terminaron ganando la medalla de oro. El 17 de enero, José Adolfo Pineda subió al podio para recoger el trofeo del campeonato.

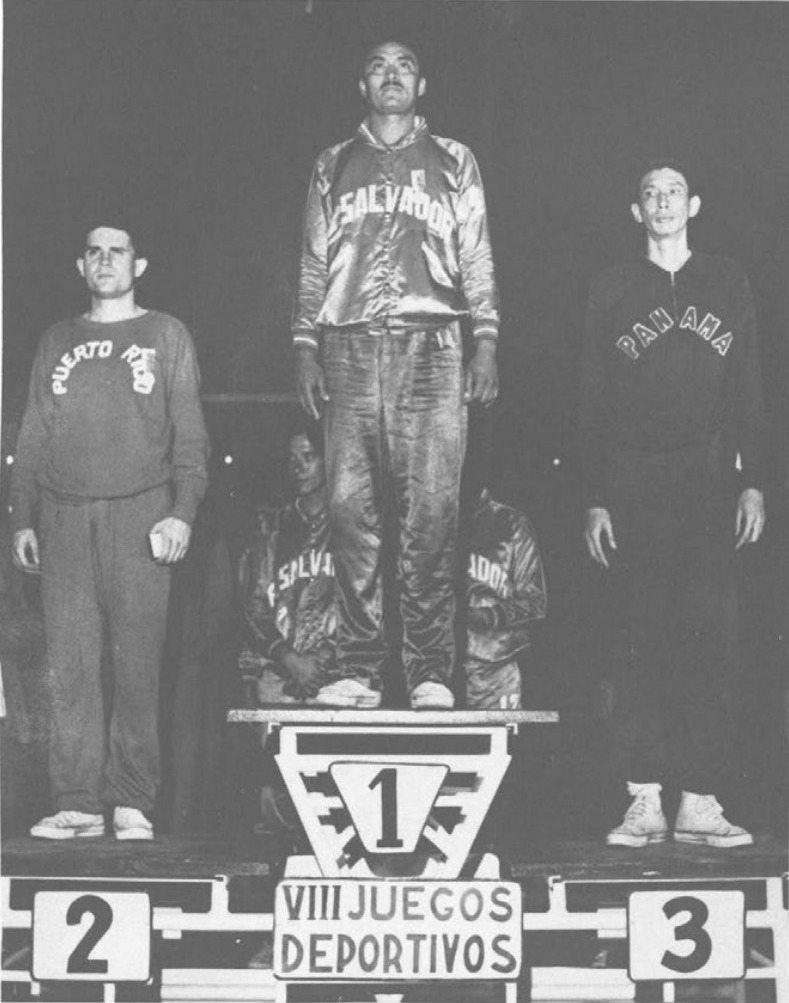
José Adolfo Pineda en la premiación del 1°, 2° y 3° lugar en la competencia de baloncesto masculino, siendo El Salvador campeón en esta categoría en los Juegos Centroamericanos y el Caribe 1959.

Su nivel técnico le valió para ser nombrado como capitán de la Selección de baloncesto y en la mayoría de equipos que jugó. El baloncesto le abrió la oportunidad de conocer personajes como los entrenadores Germán Arriaza, José López, el mexicano Charro García, el estadounidense Míster Park y Adolfo “Fito” Rubio. Varios de sus compañeros también le llamaron de forma cariñosa “la Perla Negra Salvadoreña”.  Sus compañeros lo recuerdan como un basquetbolista nato y un tipo noble que siempre trata de mantener la unidad en el grupo.
Se casó el 1 de julio de 1955 con Marta Lidia Ávalos, con quien formó un hogar conformado por cuatro hijos. Su esposa compartió con él la pasión por el deporte de las cestas, pues jugaba para el Contribuciones Directas, equipo donde ella trabajaba. Pineda alterna el baloncesto con su trabajo en el Ministerio de Obras Públicas como operadora de maquinaria pesada (excavadoras). Después de 32 años de carrera se retiró del baloncesto con Exsal para dedicarse a su familia. 
En 1970, el Gimnasio Municipal de Santa Tecla fue nombrado Gimnasio Municipal "Adolfo Pineda". Uno de los máximos reconocimientos fue el bautizo del Gimnasio Nacional de San Salvador con la nueva denominación de Gimnasio Nacional José Adolfo Pineda en 1982, el jugador en persona encargado de develar la placa el 23 de abril de 1982 en un acto de homenaje a los mejores basquetbolistas que ha tenido el país.
Sin embargo, la muerte de su hijo mayor, José Adolfo, en un accidente de tránsito fue un duro golpe para Pineda, quien falleció el 2 de diciembre de 1982, agobiado por una enfermedad.
En el año 2015  la selección de baloncesto de 1959 en la que participó Pineda recibió un homenaje como Notables Deportista de El Salvador por parte de la Asamblea Legislativa José Adolfo Pineda sin duda ha dejado una notable marca imperecedera en la historia del deporte en El Salvador, que lo ha convertido en referentes de muchas generaciones.